# A Vízipók-csodapók epizódjainak listája
Ezen az oldalon a Vízipók-csodapók című rajzfilmsorozat epizódjainak listája szerepel.

## Első évad (1975)
Az első évad 1975/76-ban készült (a 2. és 3. rész már 1975 végén elkészült) a Pannónia Filmstúdióban.

| 1. | Búcsú a csigaháztól         | Szabó Szabolcs, Szombati Szabó Csaba | 1978. január 4.   |
| Vízipók a telet egy üres csigaházba húzódva vészelte át. Tavasszal előbújva megismerkedik a környéken lakókkal, akik számára hamar kiderül, hogy milyen pók is ő. |                             |                                      |                   |
| 2. | Légnadrág                   | Szabó Szabolcs                       | 1978. január 11.  |
| Vízipók elmagyarázza a vízicsigáknak, hogyan képes a víz alatt élni pók létére. Csak akkor ütközik akadályba, amikor szárazföldön élő barátjának is meg szeretné mutatni legbecsesebb ruhadarabját. |                             |                                      |                   |
| 3. | Vízalatti házikók           | Szabó Szabolcs                       | 1978. január 18.  |
| Vízipók a vízicsigák kedvenc időtöltésével ismerkedik, amikor egy szerencsétlen véletlen miatt Fülescsiga elveszti kedvenc játékát. A nyomok a tegzeslegyek házához vezetnek. |                             |                                      |                   |
| 4. | Kristálypalota              | Szabó Szabolcs, Szombati Szabó Csaba | 1978. január 25.  |
| Keresztespók meghívja barátját, hogy tekintse meg új nappaliját és építsen a szomszéd ágon házat magának. Elkeseredik, hogy Vízipók a víz alatt tervez házat építeni. Na de hogyan lehetséges egy hálóval víz alatt tartani a levegőt?                                                                                                  |                             |                                      |                   |
| 5. | Miért ugrál a vízibolha?    | Szabó Szabolcs, Szombati Szabó Csaba | 1978. február 1.  |
| Vízipók hangos veszekedésre jön ki házából. Hátonúszó panaszkodik valamiféle leskelődőkről. Már éppen Vízipók is gyanakodni kezd, amikor Keresztes barátja felhívja a figyelmét valamire. Így ismerkedik meg Vízipók a vízibolhákkal.                                                                                                   |                             |                                      |                   |
| 6. | Hazudik-e a szitakötőlárva? | Szabó Szabolcs                       | 1978. február 8.  |
| Vízipókhoz kétségbeesett váratlan vendég érkezik, aki a rettenetes botpoloska elől menekül. Vízipók megmenti, de azt már nem hiszi el, hogy vendége, aki víz nélkül megfullad, egyszer majd színes szárnyakkal repülni fog a levegőégen.                                                                                                |                             |                                      |                   |
| 7. | A csigalift                 | Szabó Szabolcs, Szombati Szabó Csaba | 1978. február 21. |
| Vízipók nyugalmas élete fenekestül felfordul, amikor egy éles csiga véletlenül elvágja a kristálypalota tartókötelét. Vízipók kezdeti felháborodásán túljutva kedves új ismerősre tesz szert. |                             |                                      |                   |
| 8. | Árnyék a víz alatt          | Szabó Szabolcs, Szombati Szabó Csaba | 1978. március 22. |
| Vízipókot kétszer egymás után is csúnya baleset éri. Fülescsiga meggyőzi, hogy járjon utána az ügynek, így ismerkedik meg a víztükrön korcsolyázó molnárkákkal. |                             |                                      |                   |
| 9. | A rák új ruhája             | Szabó Szabolcs, Szombati Szabó Csaba | 1978. március 1.  |
| Az állatok alig bírják a rekkenő hőséget, amikor egy nagy termetű szörny érkezik távoli tájról a közeli partra. Egyedül Vízipók nem bizalmatlan az idegennel szemben. De ő is csak addig, amíg szörnyű látványra nem ébred! |                             |                                      |                   |
| 10. | Békabölcső                  | Szabó Szabolcs, Szombati Szabó Csaba | 1978. március 15. |
| A jégeső utáni megfagyott esőcseppekkel remekül labdáznak a pókok. Kár, hogy olyan sérülékenyek és hamar elolvadnak. Vízipók a víz alól olyan remek labdát hoz fel a játékhoz, amely Keresztespók szerint még a teniszezést is bírni fogja. Csakhogy a labda furcsán viselkedik, és végül egy ismeretlen világot tár fel Vízipók előtt. |                             |                                      |                   |
| 11. | Buborék nyaklánc            | Szabó Szabolcs, Szombati Szabó Csaba | 1978. március 8.  |
| Vízipók kifigurázza Rák apót, de a tréfából végül ő jön ki rosszul, mert baleset éri. Mindenki a segítségére siet, de komoly problémával szembesülnek, mert Vízipóknak a víz alatt is tiszta oxigénre van szüksége, hogy ne fulladjon meg.                                                                                              |                             |                                      |                   |
| 12. | Neveletlen szúnyoglárvák    | Szabó Szabolcs, Szombati Szabó Csaba | 1978. február 28. |
| Vízipók és Keresztespók egy faágon csónakáznak a tavon, amikor a szúnyoglárvák neveletlen viselkedésére lesznek figyelmesek. Hamarosan azt is kiderítik, mi ennek az oka. |                             |                                      |                   |
| 13. | Csibor bácsi csomagol       | Szabó Szabolcs, Szombati Szabó Csaba | 1978. március 29. |
| Vízipók fázik és egyedül érzi magát, mert mostanában mindenki visszavonultan él. Csibor bácsi hívja fel a figyelmét a közelgő téllel járó veszélyekre. Vízipók rádöbben, hogy költöznie kell. |                             |                                      |                   |

## Második évad (1980)
A második évad 1980-ban készült a Pannónia Filmstúdióban, de még a Kecskemétfilm Kft.-ben is.

| 14. | Úszik a csigaház         | Szabó Szabolcs, Haui József | 1982. augusztus 21.  |
| Vízipók arra ébred, hogy hideg víz folyik téli lakhelyébe, a csigaházba. A hóolvadástól megáradt víz magával sodorja úszni nem tudó ismerőseit is. A vészhelyzetre bizony mindenki másképp reagál.                                                          |                          |                             |                      |
| 15. | Csaláncsípés             | Szabó Szabolcs, Haui József | 1982. augusztus 28.  |
| Tavasz beköszöntével Vízipók visszaköltözik a tóba és nagytakarításra készül, amikor barátját Keresztespókot megcsípi a csalán. Vízipók most örül csak igazán, hogy a vízben él, egészen addig, amíg őt is meg nem csípi valami...                          |                          |                             |                      |
| 16. | A kandicsrák kincsei     | Szabó Szabolcs, Haui József | 1982. szeptember 4.  |
| Vízipók fel szeretné díszíteni palotáját, így nagyon megörül, amikor talál egy igazgyöngyökkel teli zsákocskát. Hamarosan azonban kiderül, hogy a zsákot kétségbeesetten keresi valaki: mégpedig gazdája, a kandicsrák.                                     |                          |                             |                      |
| 17. | Katicáék csemegéje       | Szabó Szabolcs, Haui József | 1982. szeptember 11. |
| Vízipók vendégségbe indul Keresztes barátjához, de odaérve szembesül, hogy hátra van még a virágfotelek beszerzése a kényes vendégkisasszonyok számára. A pókok pontosan tudják, hol találhatóak a legpompásabb virágok, mégis váratlan akadályba ütköznek. |                          |                             |                      |
| 18. | Életmentés               | Szabó Szabolcs              | 1982. szeptember 18. |
| A csigagyerekek a parton játszana a rekkenő hőségben, és a legkisebb elalszik a tűző napon. Szerencsére Keresztespók észreveszi, és Vízipókkal még idejében cselekszik.                                                                                     |                          |                             |                      |
| 19. | Volt háló, nincs háló    | Szabó Szabolcs, Haui József | 1982. szeptember 25. |
| Vízipók barátait fedezékbe bújva találja, majd megismeri a hernyókat, amelyek mérgező szőröket hullatva vonulnak végig az erdőn és lerágott fákat hagynak maguk után...                                                                                     |                          |                             |                      |
| 20. | Az új háló               | Szabó Szabolcs, Haui József | 1982. október 2.     |
| Keresztespók a hálója pusztulása után búskomorságba esik, semmihez sincs kedve, még enni sem akar. Katica remek tervet eszel ki, hogy Vízipókkal rávegyék Keresztespókot az új háló elkészítésére.                                                          |                          |                             |                      |
| 21. | Csigaház ajtóval         | Szabó Szabolcs, Haui József | 1982. október 9.     |
| Nünüke ügyetlensége miatt egy szárazföldi tüdős csiga a tóba pottyan. A baj csak az, hogy a víz alatt is élnek csigák, így senki sem sejti, hogy a kis állat nagy bajban van.                                                                               |                          |                             |                      |
| 22. | A sáska nem szöcske      | Szabó Szabolcs, Haui József | 1982. október 16.    |
| Keresztespókot zavarja a sáska és szöcske ifjak ugróversenye, de nem tud velük szót érteni, mert meg sem tudja őket különböztetni egymástól. Vízipók barátja segítségére siet.                                                                              |                          |                             |                      |
| 23. | A tojáscsősz             | Szabó Szabolcs, Haui József | 1982. október 23.    |
| Vízipók vízalatti napozóhelye egyben a vízicsigák tojáslerakóhelye is. Hátonúszóék családja szeretné megdézsmálni a finom csemegét, Vízipók azonban önkéntes tojáscsősznek áll.                                                                             |                          |                             |                      |
| 24. | Te mit sportolsz?        | Szabó Szabolcs, Haui József | 1982. október 30.    |
| Keresztespók és a Vízipók elhatározzák, hogy öttusázni fognak. Sportolás közben ismerkednek meg a Galacsinhajtóval, akinek a galacsinját először labdának vélik.                                                                                            |                          |                             |                      |
| 25. | Víz alatt, föld alatt    | Szabó Szabolcs, Haui József | 1982. november 5.    |
| A két póknak barlangászáshoz szottyan kedve. A föld alatt, a hangokat követve rábukkannak a Lótücsök zenetermére. Csakhogy ha már ott vannak, zenélniük is kell...                                                                                          |                          |                             |                      |
| 26. | A veszélyes homoktölcsér | Szabó Szabolcs, Haui József | 1982. november 12.   |
| Keresztespók csónakázás közben megijed, és a túlparti veszélyes oldalon akar kiszállni, hogy mielőbb szárazföld legyen a talpa alatt. Csakhogy azt a partszakaszt nem hiába nevezik így!                                                                    |                          |                             |                      |

## Harmadik évad (1985)
A harmadik évad 1985-ben készült a Kecskemétfilm Kft.-ben.

| 27. | Eltáncolt üzenetek        | Szabó Szabolcs, Haui József | 1987. október 25.  |
| Keresztespók Vízipókot várja, hogy visszatérjen, amikor tudomást szerez a méhek táncáról. Az a zseniális ötlete támad, hogy hasonló módszerrel a legyeket a hálójába tudja csábítani. |                           |                             |                    |
| 28. | Vándorló levelek          | Szabó Szabolcs, Haui József | 1987. november 1.  |
| Keresztespók és Vízipók szédülnek és azt hiszik, hogy valami furcsa betegségben szenvednek, mert a falevelek egészen különlegesen mozognak körülöttük. Ráadásul még a vihar is kitör. Éppen a víz segítségével tesznek szert újabb ismerősökre és tudják meg a falevelek mozgásának okát. |                           |                             |                    |
| 29. | Az élelmes gyerekek       | Szabó Szabolcs, Haui József | 1987. december 27. |
| A meleg, oxigénhiányos tóban fuldoklik egy parányi halacska. Vízipók a felszínre viszi, hogy magához térjen. Eközben Keresztespók a felszínen furcsa élőlényre lesz figyelmes a méhecske kosarában. |                           |                             |                    |
| 30. | Az orvvadász              | Szabó Szabolcs, Haui József | 1987. november 15. |
| Keresztes elszontyolodva fogadja a szülinapi partiról érkező barátját, mert a legyek egész nap elkerülték a hálóját. Vízipókkal rájönnek, hogy valami elijeszti a legyeket, és nem is csak a legyeket! |                           |                             |                    |
| 31. | Felhő a tó felett         | Szabó Szabolcs, Haui József | 1987. november 22. |
| A Vízipók egy véletlen baleset folytán tudja meg, hogy az iszapos tófenéknek is vannak lakói: nem állandó lakók, csak időszakosak. |                           |                             |                    |
| 32. | A kellemetlen szomszédság | Szabó Szabolcs, Haui József | 1987. november 8.  |
| Keresztespóknak igencsak kellemetlen szomszédsága akad: a Szú család. A percegéstől nem tud pihenni, a portól pedig már a legyek sem tapadnak a hálójába. Egészen addig, amíg a fakopáncsok arra nem járnak... |                           |                             |                    |
| 33. | Vendégek a tóban          | Szabó Szabolcs, Haui József | 1987. december 6.  |
| Vízipók a rekkenő hőségnek köszönhetően egy csodálatos szépségű pillangóval ismerkedik meg, majd beszédbe elegyedik a tó felszínén cikázó keringőbogarakkal, akik felettébb érdekes élőlények. |                           |                             |                    |
| 34. | A párbaj                  | Szabó Szabolcs, Haui József | 1988. január 3.    |
| Keresztes két orrszarvúbogár párbajára ébred. Fülescsiga a víz alatt hallva ezt szintén párbajozni szeretne. Pedig mint kiderül, a párbaj nem mindig az, aminek elképzeljük... |                           |                             |                    |
| 35. | A zavaros víz             | Szabó Szabolcs, Haui József | 1987. november 29. |
| A darazsak sárgolyókat gyúrnak a parton. Hátonúszó azt hiszi, hogy a csigák énekükkel őt csúfolják, ezért vízbe dobálja a golyókat, hogy bosszút álljon rajtuk. A csigák fulladoznak a zavaros vízben, de a darazsak is kellemetlen helyzetbe kerülnek a hiányzó golyók miatt... |                           |                             |                    |
| 36. | Mindenki tévedhet         | Szabó Szabolcs, Haui József | 1987. december 13. |
| Egy szélvihar következtében Keresztespók és Vízipók újabb és újabb ismerősökre tesz szert és megállapítják, hogy milyen kevés állatot ismernek név szerint. |                           |                             |                    |
| 37. | A nagy kirándulás         | Szabó Szabolcs, Haui József | 1987. december 20. |
| A két jóbarát, Vízipók és Keresztespók, hajnali kirándulásra indulnak egy távoli rétre. Igen ám, de a messzi vidék tele van ismeretlen lakókkal és veszélyekkel! |                           |                             |                    |
| 38. | Az öreg doktor            | Szabó Szabolcs, Haui József | 1988. január 10.   |
| Egy tópartra dobott törött üvegből kifolyt létől a víz alatti és tóparti állatok egyaránt megrészegülnek, majd a folyadék váratlanul meggyullad. Keresztespók meg akarja menteni a hálóját és ezzel komoly veszélybe sodorja magát. |                           |                             |                    |
| 39. | Őszi szél                 | Szabó Szabolcs, Haui József | 1988. január 17.   |
| Keresztespókot meghívják a pókok őszi tanácskozására, ahol az összegyűltek a hideg elől délre készülnek utazni, a Falipók által készített hőlégballonnal. Keresztespók nem akar velük tartani, inkább Vízipók barátját látogatja meg: egy vízbe pottyant üvegpalackba ereszkedve végre együtt gyönyörködnek a víz alatti világban. A felszínre visszaérve Keresztespók az ügyetlenkedő léghajósok segítségére siet... |                           |                             |                    |